# Distrito de Neufchâteau (Bélgica)
El Distrito de Neufchâteau (en francés: Arrondissement de Neufchâteau; en neerlandés: Arrondissement Neufchâteau) es uno de los cinco distritos administrativos de la Provincia de Luxemburgo, Bélgica. Posee la doble condición de distrito administrativo y judicial. También forman parte de distrito judicial de Neufchâteau, los municipios de Bastoña, Bertogne, Fauvillers, Sainte-Ode y Vaux-sur-Sûre pertenecientes administrativamente al distrito de Bastoña.

## Lista de municipios
- Bertrix
- Bouillon
- Daverdisse
- Herbeumont
- Léglise
- Libin
- Libramont-Chevigny
- Neufchâteau
- Paliseul
- Saint-Hubert
- Tellin
- Wellin

- Datos: Q93873